# الدیس فرناندو داماسیو
الدیس فرناندو داماسیو (به پرتغالی: Éldis Fernando Damasio) هافبک اهل برزیل است که در شهر فلوریانوپلیس و در تاریخ ۱۳ ژانویهٔ ۱۹۸۱ به دنیا آمده‌است.
الدیس فرناندو داماسیو در تیم‌های فوتبال Guaratinguetá، Figueirense، Tupã، São Caetano، باشگاه فوتبال گامبا اوساکا، باشگاه فوتبال شیمیزو اس-پالس، Kyoto Sanga، واسکو دوگاما، Oita Trinita، Vegalta Sendai سابقهٔ حضور دارد.